# Открытый чемпионат Австралии по теннису 2011
Открытый чемпионат Австралии по теннису 2011 года — 99-й розыгрыш ежегодного профессионального теннисного турнира серии Большого шлема, проводящегося в австралийском городе Мельбурн на кортах местного спортивного комплекса «Мельбурн Парк». Традиционно выявляются победители соревнования в девяти разрядах: в пяти — у взрослых и четырёх — у старших юниоров. Матчи основных сеток прошли с 17 по 30 января. Соревнование традиционно открывало сезон турниров серии в рамках календарного года.
Прошлогодние победители среди взрослых:
- в мужском одиночном разряде —  Роджер Федерер
- в женском одиночном разряде —  Серена Уильямс
- в мужском парном разряде —  Боб Брайан и  Майк Брайан
- в женском парном разряде —  Серена Уильямс и  Винус Уильямс
- в смешанном парном разряде —  Кара Блэк и  Леандер Паес

## Общая информация
Турнир-2011 был отмечен примечательным событием: в четвёртом круге женского одиночного соревнования был установлен новый рекорд продолжительности матчей в истории этого разряда на турнире: Франческа Скьявоне обыграла Светлану Кузнецову со счётом 6-4, 1-6, 16-14, затратив на это 4 часа 44 минуты. Помимо этого, матч стал самым продолжительным в «Открытой эре» на тот момент.

## Соревнования

### Взрослые

#### Мужчины. Одиночный турнир
Новак Джокович обыграл  Энди Маррея со счетом 6-4, 6-2, 6-3.
- Джокович выигрывает 1-й титул в сезоне и 2-й за карьеру на соревнованиях серии.
- Маррей уступает 1-й финал в сезоне и 3-й за карьеру на соревнованиях серии.

#### Женщины. Одиночный турнир
Ким Клейстерс обыграла  Ли На со счётом 3-6, 6-3, 6-3.
- Клейстерс выигрывает 1-й титул в сезоне и 4-й за карьеру на соревнованиях серии.
- Ли уступает дебютный финал на соревнованиях серии.

#### Мужчины. Парный турнир
Боб Брайан /  Майк Брайан обыграли  Махеша Бхупати /  Леандра Паеса со счётом 6-3, 6-4.
- братья выигрывают 1-й титул в сезоне и 10-й за карьеру на соревнованиях серии.

#### Женщины. Парный турнир
Хисела Дулко /  Флавия Пеннетта обыграли  Викторию Азаренко /  Марию Кириленко со счётом 2-6, 7-5, 6-1.
- Дулко выигрывает свой дебютный финал на соревнованиях серии.
- Пеннетта побеждает в матчах подобного уровня со второй попытки.

#### Микст
Катарина Среботник /  Даниэль Нестор обыграли  Чжань Юнжань /  Пола Хенли со счётом 6-3, 3-6, [10-7].
- Среботник выигрывает 1-й титул в сезоне и 5-й за карьеру на соревнованиях серии.
- Нестор выигрывает 1-й титул в сезоне и 2-й за карьеру на соревнованиях серии.

### Юниоры

#### Юноши. Одиночный турнир
Иржи Веселый обыграл  Люка Сэвилла со счётом 6-0, 6-3.
- представитель Чехии побеждает на соревнованиях серии впервые с 2006 года.

#### Девушки. Одиночный турнир
Ан-Софи Местах обыграла  Монику Пуиг со счётом 6-4, 6-2.
- представительница Бельгии побеждает на соревнованиях серии впервые с 2003 года.

#### Юноши. Парный турнир
Филип Горанский /  Иржи Веселый обыграли  Бена Уэгланда /  Эндрю Уиттингтона со счётом 6-4, 6-4.
- представитель Чехии побеждает на соревнованиях серии впервые с 2001 года, а Словакии — впервые в истории.

#### Девушки. Парный турнир
Ан-Софи Местах /  Деми Схюрс обыграли  Эри Ходзуми /  Мию Като со счётом 6-2, 6-3.
- представительница Нидерландов побеждает на соревнованиях серии впервые с 2004 года, а Бельгии — впервые с 2002 года.